# The Excitements
The Excitements és un grup de música que barreja el soul i el rhythm & blues. Sorgit el 2010, la producció sonora de The Excitements ha rebut bones crítiques i audiències de tot Europa. Musicalment són influïts per la música afroamericana del segle xx, com ara Etta James, Ike & Tina Turner, James Brown i Sugar Pie de Santo.
The Excitements neixen l'any 2009, impulsats per Adrià Gual i Daniel Segura que, venint de projectes més underground, decideixen professionalitzar-se i crear un projecte nou dins de l'estil que més els agradava, el soul i el rhythm and blues.
Ben aviat comencen a girar, tant en l'àmbit nacional com internacional, especialment a Europa on reben una molt bona acollida tant per part de la crítica especialitzada com pel públic. L'impuls que això suposa fa que cada any assoleixin un nombre notable d'actuacions, que ràpidament creix i en el gir de dos o tres anys es situen en una mitjana de prop de 80 concerts anuals i col·locant-se cada any entre les tres bandes catalanes amb major projecció internacional.
Durant la seva trajectòria han publicat tres LPs i sis singles amb la discogràfica independent barcelonina Penniman Records i han aparegut a recopilatoris a Espanya, França i el Regne Unit. Durant l'any 2019 la banda es reestructura, en Daniel Segura deixa la música i la cantant francesa d'origen somali Kissia San es converteix en la nova frontwoman. Presenten la nova formació a La Marató de TV3 i de seguida la situació sociosanitària causada per la pandèmia de covid-19 els obliga a aturar-se. A 2021 signen amb Satélite K i presenten el seu quart i, fins ara, últim àlbum "Keepin' on".
Han participat en festivals internacionals com: Paleo Festival (Suïssa), Fête de l'Humanité i Garorock (França), Shambala Fest (UK) o Belfast International Arts Festival (UK), Fussion Fest (Alemanya), Jazzablanca (Marroc), Montreal Jazz Festival i Festival d'Etê de Quebec City (Canada), Queen's day (Holanda) o Couleur Cafe (Bélgica), a fires internacionals com MaMA Festival (França), Eurosonic Noorderslag fest (Holanda) o BIME (Bilbao), festivals de jazz i de blues com Cognac Blues Fest (França), Festival de Jazz de Carthage (Tunisia), Blues Peer Festival (Bélgica), London Blues Festival (UK) o Festival de San Sebastian Jazzaldia, han participat al BAM i a La Merce, a festivals nacionals com Enclave de Aguas (Soria), Festival de Peralada (Girona), Actual (Logroño), Sonorama (Burgos), Esférica (La Rioja) or Festimad (Madrid) a festivals especialtizats com Euroyeye (Gijón), Purple Weekend (León), Funtastic Festival (Benidorm), Beat Festival (Itàlia), o Hangar Rockin (Suïssa).
Han tocat a sales emblemàtiques de prop d'una vintena de països com Royal Albert Hall, Jazz Cafe o O2 a Lóndres, New Morning o La Marroquinerie a París, Paradiso a Amsterdam o Palác Akropolis a Praga.
Han tingut programes monogràfics a TVE (Los Conciertos de Radio3), WDR a Alemanya (Rockpalast), Canal+ a França (Album de la semaine) o a la plataforma francoalemanya ARTE. La seva música apareix a pel·lícules com la producció espanyola Taste Menu, on fan un cameo, i el blockbuster nord-americà Crazy Rich Asians.
L'any 2022, van tocar la cançó Mr. Landlord en tant que convidats de la segona semifinal del concurs de TV3 Eufòria.

## Premis
- Guanyador dels premis ARC 2014 a MILLOR GIRA PER SALES DE CATALUNYA[3]